# Електротехнички факултет Универзитета Црне Горе
Електротехнички факултет Универзитета Црне Горе је високообразовна установа смештена у Подгорици и део је Универзитета Црне Горе. Студије електротехнике у Титограду почеле су 1961. године као одјељење београдског Електротехничког факултета, а двије године касније основан је Технички факултет са електро-одсјеком.

## Настанак
Електротехнички факултет је почео са радом 1961. као истурено одјељење Електротехничког факултета из Београда. Народне скупштина НР Црне Горе, на сједници одржаној 12. новембар 1962. године, основан је Технички факултет, са једним електро-одсјеком.
Студије су се прве године изводиле у фискултурној дворани Средње техничке школе. Од 1964. је почело извођење наставе у делимично завршеној новој згради факултета, у којој је факултет остао више од 20 година.
Школске 1963/64. је створен Електротехнички одсјек, који је наставио рад раније формираног Одјељења. Због потребе сарадње са привредом, факултет је заједно са предузећем Електроцрнагора априла 1969. године, основао Завод за енергетику. Електротехнички факултет, је са још 9 чланица, уз помоћ надлезних органа СР Црне Горе, 1974. године основао Универзитет у Подгорици. Формирањем СОУР-а Технички факултети 1978. године, факултет је конституисан се као самостални правни субјект и Радна организација Електротехнички факултет Титоград.
Од школске 1977/78. године почеле и студије на одсјеку за електронику. Иако су први појединачни курсеви у заједници са Електротехничким факултетом из Београда почели 1966. године, сталне послиједипломске студије на факултету у Подогирци су почеле 1991. године. Доношењем Закона о Универзитету 1992. године мијења се и Статут факултета, а тиме и назив факултета у Универзитет Црне Горе - Електротехнички факултет у Подгорици.
Због великог интересовања младих људи и потреба окружења, факултет је школске 1997/98. године отворио и трећи одсјек, Вишу рачунарску школу у трајању од две године. Сада су то студије примијењеног рачунарства (три године), као примијењени смјер студија на Електротехничком факултету.

## Факултет данас
ЕТФ се данас налази у модерној згради техничких факултета, у којој располаже са 3800 m² простора, од чега:
- 775  кабинетског простора,
- 520  простора за одржавање наставе,
- 1910  лабораторијског простора,
- 570  заједничког простора.

### Састав
На Електротехничком факултету постоје три одсјека, у оквиру којих постоје различити смјерови и студијске групе:
- Студије примијењеног рачунарства
- Одсјек за енергетику и аутоматику,
  - Смјер за електроенергетске системе,
  - Смјер за индустријску електротехнику и аутоматику,
  - Група за индустријску елетротехнику,
  - Група за аутоматику,
- Одсјек за електронику, телекомуникације и рачунаре
  - Смјер за електронику,
  - Смјер за телекомуникације,
  - Смјер за рачунаре.

### Послиједипломске студије
Послиједипломске студије на Електротехничком факултету се организују на шест усмјерења:
- Студије примијењеног рачунарства
- Теоријска електротехника
- Електроенергетски системи
- Електрине машине и индустријски погони
- Рачунари
- Управљање
- Телекомуникације